# Igreja de Santo Estanislau (Paraguaçu)
A Igreja de Santo Estanislau é uma igreja Católica Apostólica Romana localizada em Itaiópolis, Santa Catarina, Brasil. A igreja foi tombada pelo Iphan em 2007, assim como o bairro em que ela se localiza, Alto Paraguaçu, que foi igualmente tombado pelo Iphan como Núcleo Histórico, em 2007. A igreja e o seu entorno têm relevante importância mediante as marcas da colonização polonesa típica da região, e considera-se que seria o maior templo católico construído por imigrantes poloneses na América Latina. A igreja pertence à Diocese de Joinville, e foi construída entre 1915 e 1922.

## Histórico
Inicialmente foi construída no Alto Paraguaçu, bairro de Itaiópolis, apenas uma capela, em 1896, e que seria a segunda capela da cidade – a primeira foi a igreja de rito bizantino-ucraniano Nossa Senhora do Perpétuo Socorro, em Xavier da Silva, em 1895. A capela de Santo Estanislau foi, portanto, a primeira igreja católica romana de Itaiópolis, e foi construída pelos imigrantes poloneses, totalmente em madeira. A paróquia de S. Estanislau foi criada no dia 31 de dezembro de 1901, de uma parte da paróquia de Rio Negro (observa-se que, na época, a Colônia Lucena, que seria posteriormente Itaiópolis, ainda pertencia à cidade de Rio Negro, no Paraná. Os trabalhos preparatórios para a criação da paróquia foram realizados pelo Padre Cesário Wyszynski, que no dia 5 de janeiro de 1902 foi nomeado primeiro pároco da recém-criada paróquia. Após Wyszynski, veio o Padre João Wolyncewicz, e no dia 15 de janeiro de 1904 a paróquia foi assumida pelos padres Vicentinos (Padre Tomás Soltysiak, pároco e Padre Hugo Dylla, vigário). Entre os anos 1907 e 1925 foi realizada, então, a construção da nova igreja de Santo Estanislau, quando era o pároco o Padre João Kominek.

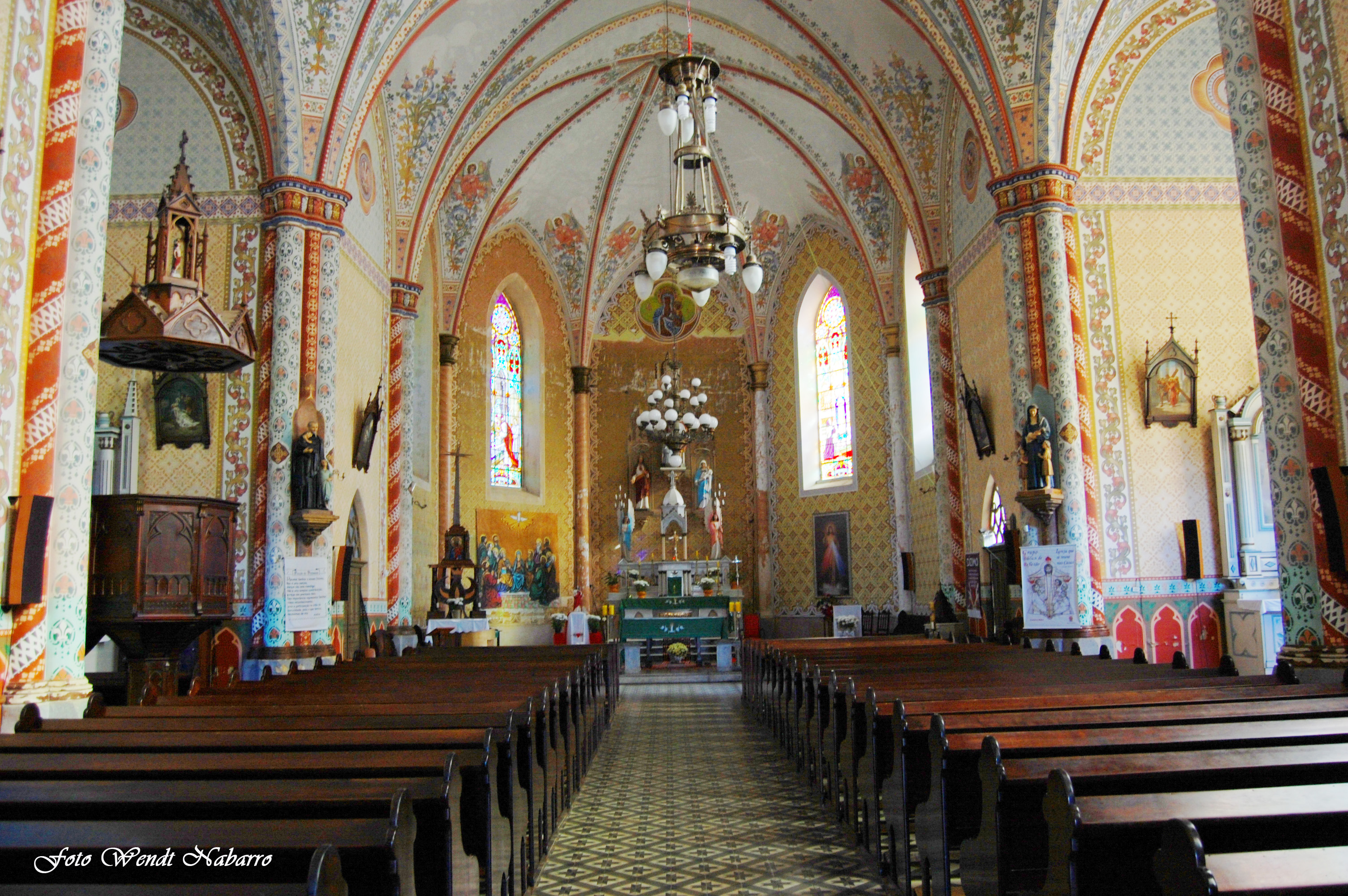
Interior da Igreja de Santo Estanislau.

Considera-se, historicamente, que o padre polonês João Kominek tenha sido o responsável pelo início da construção da atual Igreja de Santo Estanislau, iniciada em 2 de novembro de 1915, no alto da colina Paraguaçu, a 1056 metros do nível do mar, no local de um antigo cemitério dos índios Xokleng. sob a denominação de Santo Estanislau, Bispo e Mártir de Cracóvia, conforme a planta da Igreja de Stojanów (1911), com algumas modificações, introduzidas pelo Padre Francisco Chylaszek. Sua inauguração foi em 8 de maio de 1922. Dom Joaquim Domingues de Oliveira, arcebispo de Florianópolis, fez a consagração da igreja em 1926.
No entorno da igreja, Padre Kominek também iniciou a construção de um Colégio para 160 crianças, um internato para 45 meninas da região, uma pequena farmácia e organizou uma Biblioteca Paroquial com 2000 livros. Foi ele também que idealizou e incentivou a organização da Sociedade “Bratniej Pomocy” (Ajuda Fraterna) em Alto Paraguaçu. Além dessas atividades, o Pe. Kominek é considerado um pacificador dos índios Xokleng da região do planalto norte catarinense, entrando em contato com o responsável pelos índios NA ÉPOCA, Eduardo de Lima e Silva Hoerhann, que já havia obtido a sua confiança e conseguido a sua transferência pacífica para o aldeamento da reserva Duque de Caxias no Vale do Itajai.
Em 1953, foi constituída a Paróquia de Nossa Senhora da Medalha Milagrosa, de um desmembramento da Paróquia de S. Estanislau Bispo e Mártir de Alto Paraguaçu, através de um decreto do ordinário da diocese de Joinville, de Dom Pio Freitas CM, no dia 27 de novembro de 1953.

## Características

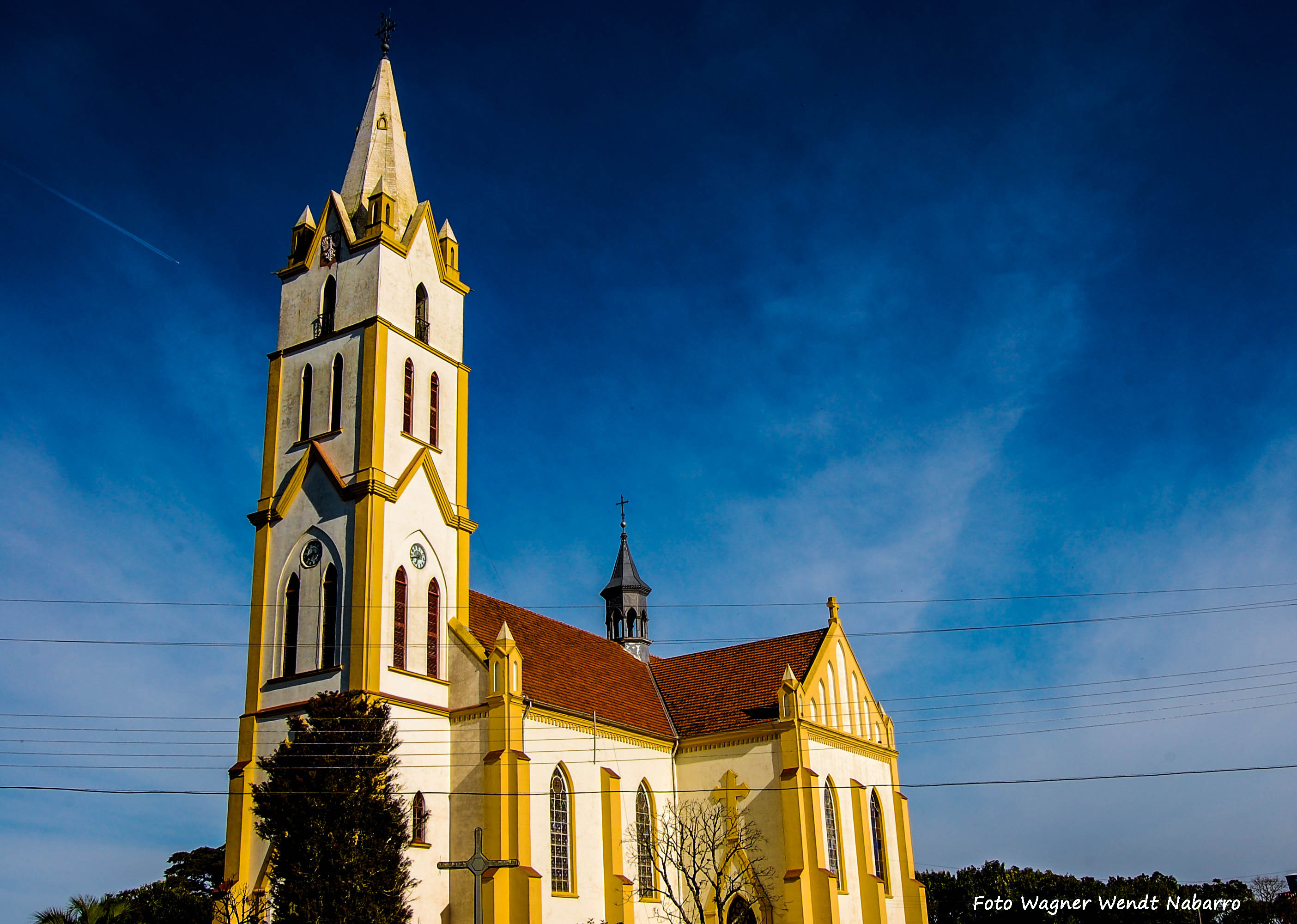
Igreja de Santo Estanislau em Paraguaçu, Itaiópolis, Santa Catarina, é um marco da colonização polonesa e foi tombada pelo Iphan.

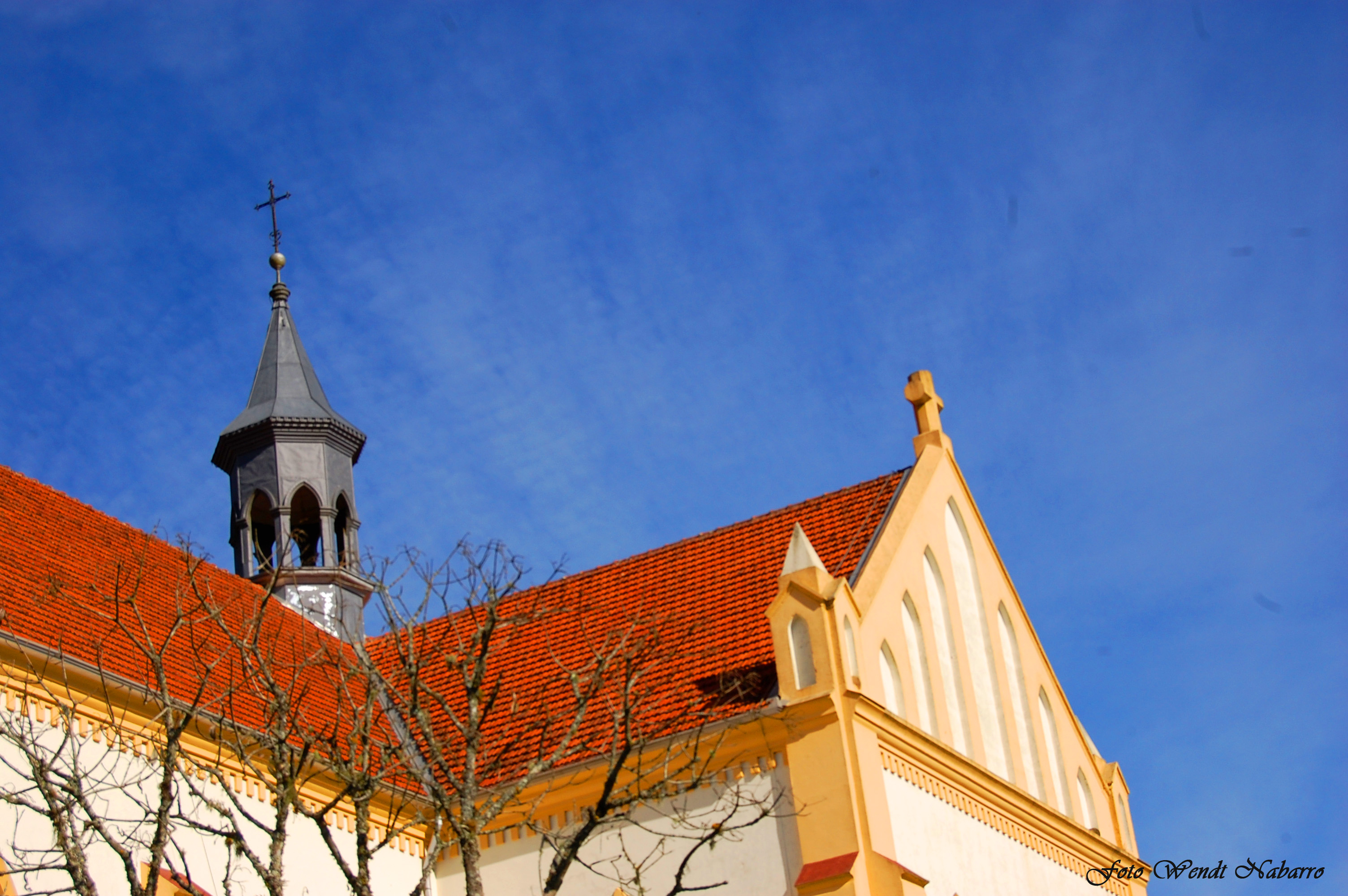
Detalhe da Igreja de Santo Estanislau.

Foi construída em estilo neo-gótico, com grandes portas de madeira, possuindo a planta no formato de uma cruz: uma nave central entrecortada por duas capelas e a capela-mor. Seu telhado era coberto por telhas francesas, mas, mediante as fortes tempestades foi substituído por uma cobertura de zinco. A igreja possui 54 metros de comprimento, a nave central tem 11 metros de largura, e as naves laterais, em forma de cruz, têm 24 metros. A torre mede 54 metros de altura, e nela estão o relógio, os sinos e, externamente a águia branca, símbolo dos poloneses.
A pintura mural da Igreja de Santo Estanislau foi executada por Evaldo e Valdemar Ducat, da cidade de Irati, Paraná. Os motivos da pintura mural são fitomórficos, modulares, geométricos e painéis artísticos configurando-se harmoniosamente nas paredes, nos arcos, forros e abóbadas. Um conjunto de técnicas, materiais e composição artística que fazem parte da memória desta cultura.
Foi construída com tijolos maciços, argamassa feita com cal artesanalmente em forno próprio, onde das minas retiravam-se as pedras que eram reduzidas a pó por cremação e madeira. A base de sua estrutura tem aproximadamente oito metros de profundidade, e é feita de pedras extraídas manualmente de morros próximos e transportados em carroças.
Os bancos, o púlpito, o coro e a escada em caracol que lhe dá acesso são de madeira de imbuia maciça, entalhada com motivos delicados. O Altar e a Pia Batismal são revestidos de mármore. 
O altar central foi colocado em 1952, e os altares laterais de imbuia são relíquias pertencentes à antiga capela, nos quais está registrado o nome de dois artistas que realizaram as pinturas em 1904. Exibe quadros com as estações da crucificação de Cristo, com molduras entalhadas em madeira. Os vitrais são ricos em cores e detalhes e apresentam características medievais.
A Igreja está inserida no Núcleo Histórico de Alto Paraguaçu, também tombado pelo Iphan. Próximo a Igreja Santo Estanislau, estão as “Capelinhas do Rosário”, que abrigam mosaicos onde são mostradas passagens da Via-Sacra. Inauguradas em maio de 2004, as Capelinhas do Rosário foram executadas por Élcio e Hélio Nilsen e apresentam mosaicos feitos por Maria Inês Asinelli. O monumento é uma homenagem aos 25 anos de pontificado do Papa João Paulo II e por 2003 ser o ano do rosário. Assim, no início do roteiro das capelas foi construído um pequeno santuário dedicado a Karol Wojtyla, nascido na Polônia, tal como grande parte dos colonizadores de Itaiópolis.